# Ioan Russu
Ioan Russu, magyarosan Russu János (Bánátkomlós, 1816. október 26. – Arad, 1891. április 13.) balázsfalvi görögkeleti román esperes és tanár.

## Élete
A teológiát Aradon és Versecen végezte, majd 1850-ben az aradi román tanítóképző-intézetbe hívták meg tanárnak, ahol később igazgató és esperes-lelkész volt.

## Munkája
- Fabulele lui Demetriu Cichindealu în traducere nouă din originalulu serbescu alu lui Dositei Obradovici. Arad, 1885 (Cichindeal D. meséi. Obradovics D. szerb eredetije után fordította)